# OpenOffice.org Conference
La OpenOffice.org Conference (OOoCon) è stata una conferenza annuale dedicata allo sviluppo del software di produttività personale Apache OpenOffice.

## Edizioni
| Anno | Data                  | Luogo                                                      | Paese    | Note | Sito                                                                 |
| ---- | --------------------- | ---------------------------------------------------------- | -------- | ---- | -------------------------------------------------------------------- |
| 2003 | 20-21 marzo           | Università di Amburgo                                      | Germania |      | sito                                                                 |
| 2004 | 22-24 settembre       | Berlino, Humboldt University                               | Germania |      | sito                                                                 |
| 2005 | 28-30 settembre       | Capodistria, Pretorian Palace                              | Slovenia |      | sito                                                                 |
| 2006 | 11-13 settembre       | Lione                                                      | Francia  |      | sito                                                                 |
| 2007 | 19-21 settembre       | Barcellona                                                 | Spagna   |      | sito, wiki, blog                                                     |
| 2008 | 5-7 novembre          | Pechino                                                    | Cina     |      | sito                                                                 |
| 2009 | 3-6 novembre          | Orvieto, Centro conferenze Palazzo del Capitano del Popolo | Italia   |      | OrvietoLUG, PLIO Archiviato il 4 settembre 2009 in Internet Archive. |
| 2010 | 31 agosto-3 settembre | Budapest, Central European University                      | Ungheria |      |                                                                      |